# St. Fuscien Communal Cemetery
St. Fuscien Communal Cemetery is een begraafplaats gelegen in de Franse plaats Saint-Fuscien (Somme). De militaire graven worden onderhouden door de Commonwealth War Graves Commission.
De begraafplaats telt 3 geïdentificeerde Gemenebest graven uit de Eerste Wereldoorlog.